# Stanley (Louisiana)
Stanley és una població dels Estats Units a l'estat de Louisiana. Segons el cens del 2000 tenia 145 habitants.

## Demografia
Segons el cens del 2000, Stanley tenia 145 habitants, 56 habitatges, i 43 famílies. La densitat de població era de 25,6 habitants/km².
Dels 56 habitatges en un 33,9% hi vivien nens de menys de 18 anys, en un 60,7% hi vivien parelles casades, en un 14,3% dones solteres, i en un 23,2% no eren unitats familiars. En el 23,2% dels habitatges hi vivien persones soles el 12,5% de les quals corresponia a persones de 65 anys o més que vivien soles. El nombre mitjà de persones vivint en cada habitatge era de 2,59 i el nombre mitjà de persones que vivien en cada família era de 3,02.
Per edats la població es repartia de la següent manera: un 28,3% tenia menys de 18 anys, un 6,2% entre 18 i 24, un 26,9% entre 25 i 44, un 19,3% de 45 a 60 i un 19,3% 65 anys o més.
L'edat mediana era de 36 anys. Per cada 100 dones de 18 o més anys hi havia 82,5 homes.
La renda mediana per habitatge era de 31.477 $ i la renda mediana per família de 57.500 $. Els homes tenien una renda mediana de 20.833 $ mentre que les dones 13.500 $. La renda per capita de la població era de 19.083 $. Entorn del 19,4% de les famílies i el 22,2% de la població estaven per davall del llindar de pobresa.

## Poblacions més properes
El següent diagrama mostra les poblacions més properes.